# Marco Cornélio Cetego
Marco Cornélio Cetego (m. 196 a.C.; em latim: Marcus Cornelius Cethegus) foi um político da gente Cornélia da República Romana eleito cônsul em 204 a.C. com Públio Semprônio Tuditano.

## Segunda Guerra Púnica
Cetego aparece pela primeira vez como edil curul no final de 213 a.C, quando, junto com seu colega e parente, Cipião Africano, organizou os jogos romanos que, apesar das escassas possibilidades financeiras do momento por causa da guerra, foi bastante dispendioso e acabou sendo renovado apenas por um dia. Entre seus aliados, estava o quiliarca hispânico Merico, que já havia participado da conquista de Siracusa pelo cônsul Marco Cláudio Marcelo. Foi eleito pontífice entre 213 e 212 a.C. e substituiu o pontífice máximo Lúcio Cornélio Lêntulo Caudino até a eleição do novo ocupante do cargo, Públio Licínio Crasso Dives.

### Campanha na Sicília (211–210)
Em 211 a.C., foi eleito pretor na Apúlia. Com o retorno de Marcelo a Roma no final do verão daquele ano, coube a Cetego o encargo de fazer cumprir na Sicília as ordens do Senado: Soside, que havia traído Siracusa ao permitir que os romanos entrassem na cidade à noite, e a Merico, que havia rendido Naso e sua guarnição, foi concedida a cidadania romana e quinhentos acres de terra. Soside recebeu suas terras perto de Siracusa, antes pertencentes aos habitantes da cidade, além de uma casa na cidade, confiscada como espólio de guerra. Merico e os hispânicos que o acompanhavam recebeu uma cidade e todo o seu território na Sicília, escolhida entre as que haviam abandonado a aliança com os romanos. Finalmente Beligene, que convenceu Merico a desertar, recebeu 400 acres.
Depois da partida de Marcelo, a frota cartaginesa desembarcou na Sicília 8 000 soldados e 3 000 cavaleiros númidas. As cidades de Murgência (moderna Morgantina) e Ergentium passaram para o lado cartaginês, seguidas depois por Ibla e Macela, além de outras cidades menores. Os númidas passaram a saquear e incendiar o território das cidades aliadas dos romanos, vagando por toda a Sicília. Na mesma época, o exército romano, indignado por não ter podido seguir Marcelo até Roma com Marcelo e proibido de invernar nas cidades, negligenciou suas funções militares a ponto de ficar a ponto de revolta se não recebesse rapidamente um comandante que pudesse retomar a iniciativa. Enfrentando todas as dificuldades, Cetego conseguiu acalmar os ânimos, punindo alguns e promovendo outros. No final, conseguiu retomar todas as cidades rebeladas, entregando Morgantina aos hispânicos, que, por decreto senatorial, tinham direito a uma cidade na Sicília.
Cetego assumiu o comando da Sicília em 210 a.C. como propretor. Lívio conta que Cetego reuniu um grande número de pessoas em Roma para protestar contra Marcelo, que era seu adversário, e imputar-lhe falsas acusações. Conta ainda que a guerra na Sicília ainda não havia acabado, sempre com o objetivo de desacreditar Marcelo, que demonstrou, porém, um grande auto-controle. Quando o cônsul daquele ano, Marco Valério Levino, assumiu o comando da província da Sicília, o exército de Cetego foi debandado por ordem do Senado.

### Censor (209 a.C.)
Em 209 a.C., Cetego foi eleito censor com Públio Semprônio Tuditano, apesar de nenhum deles ter sido cônsul antes. Durante seu mandato, os dois discordaram sobre qual senador deveria ser nomeado príncipe do senado. Tuditano tinha a palavra final e escolheu Fábio Máximo, enquanto Cetego preferia o censor mais velho ainda vivo, como era o costume, Tito Mânlio Torquato. Este precedente permitiu que Roma rompesse com a tradição e, partir daí, o mais destacado senador seria escolhido o príncipe do senado, o que abriu caminho para o jovem Cipião Africano tornar-se príncipe no ano de seu censorado (199 a.C.).
Vale notar que estes dois jovens censores mantiveram-se no cargo durante todo o lustrum, coisa que não se cumpria desde o começo da Segunda Guerra Púnica devido à morte de algum dos censores (normalmente no transcurso de alguma batalha).

### Consulado (204 a.C.) e proconsulado (203 a.C.)
Em 204 a.C., foi eleito cônsul em 204 a.C. com Públio Semprônio Tuditano, provavelmente para ajudar Cipião Africano, seu parente, que já estava na África. No ano seguinte, foi nomeado procônsul no norte da Itália, onde, em conjunto com o pretor Públio Quintílio Varo, consegue uma vitória contra Magão Barca, irmão de Aníbal, no território dos ínsubres, obrigando-o a retornar pelos Alpes até a Gália.

## Anos finais e influência
Morreu em 196 a.C. durante uma epidemia em Roma. Já era muito famoso por sua oratória, tanto que Ênio o descreveu como a "quintessência da persuasão" (em latim: suadae medulla) e Horácio o considerava uma autoridade no uso do latim.